# Ferrari 333 SP
Ferrari 333 SP foi um protótipo de corrida, desenhado de um carro esportivo construído pela Michelotto para os regulamentos da World Sports Car pela Ferrari. 
Divulgada no final de 1993, a SP 333 marcou o retorno oficial da Ferrari na corrida com carros esportivos , após uma ausência de 20 anos. O carro foi construído para competir na nova classe IMSA WSC, que substituiu a anterior classe GTP, tendo competido anos posteriores como um carro de especificação LMP, onde participou em inúmeras edições das 24 Horas de Le Mans nos anos 90.
A Ferrari 333 SP foi desenvolvida através de esforços das empresas Michellotto e a Dallara.